# Ophichthus fasciatus
Ophichthus fasciatus is een straalvinnige vissensoort uit de familie van slangalen (Ophichthidae). De wetenschappelijke naam van de soort is voor het eerst geldig gepubliceerd in 1981 door Chu, Wu & Jin.